# سيريل إيمي
سيريل إيمي (
نطق فرنسي: [si.ʁil ɛ.me]
) (من مواليد 10 أغسطس 1984) هي مغنية جاز فرنسية.

## روابط خارجية
- سيريل إيمي على موقع ميوزك برينز (الإنجليزية)
- سيريل إيمي على موقع أول ميوزيك (الإنجليزية)
- سيريل إيمي على موقع ديسكوغز (الإنجليزية)